# Црква Успења пресвете Богородице у Баваништу
Црква Успења пресвете Богородице у Баваништу, насељеном месту на територији општине Ковин, подигнута је у периоду од 1776. до 1778. године и припада Епархији банатској Српске православне цркве.
Црква посвећена Успењу пресвете Богородице освештана је 28. августа, када је и одслужена прва литургија. Темељи храма су на храстовим балванима, а наставак је зидан 1856. године са торњем-звоником, и тадашњи темељи наставка нису на балванима. Звона су подигнута први пут те исте 1856. године. Велико звоно је напукло 1891. године те је преливено 1892. године у Темишвару. За време Првог светског рата 4. новембра 1916. године скинута су три звона у ратне сврхе. У јануару 1925. године су купљена и постављена нова три звона. Тежина свих звона износи: 1)1446кг 2)705кг 3)370кг 4)250кг. 
Крст који се налази на торњу је освештан и подитнут 22. јула 1857. године. Пре него што ће изгорети у турском рату 1788. године, црква и торањ су били покривени плехом – лимом.  Иконостас је зидан од гипса, а осликан је 1816. године од стране Јована Рајкова, што је и записано на тајној вечери у олтару. Позлата у храму рађена је 1848. године. Порта је 1861. године ограђена гвозденом оградом. Године 1907. извршена је генерална оправка храма. Иконе на иконостасу је обновио Стеван Алексић из Јаше Томић, а на зидовима и сводовима рађене су изнова. Године 1987. обновљена је поново изнутра од стране академског сликара Зорана Илића, по препоруци тадашњег Епископа банатског Амфилохија. Зграда Црквеног дома је сазидана 1840. године. Светосавски дом је изграђен 1970. године. 
Капела на водици која се налази у Баваништанској шуми сазидана је 1856. године, и посвећена је Рођењу Пресвете Богородице, а иста је 1997. године претворена у мушки манастир Баваниште. 